# Phylloceratina
Phylloceratina è un sottordine di Ammoniti, diffuso tra il Triassico (230 milioni di anni fa) e il Cretaceo (circa 65 milioni di anni fa).
Morfologicamente presentano una conchiglia più o meno involuta, anche se  le forme triassiche possono essere  evolute (es. Rhacophyllites). Per quel che riguarda l'ornamentazione è necessario distinguere i modelli interni con guscio e senza; le coste sono presenti sui modelli interni raramente e sono accusate prevalentemente sull'area ventrale (es. Juraphyllites); i gusci presentano generalmente strie di accrescimento non ripetute dai modelli. Le suture settali sono tipiche e ben riconoscibili, perché complesse e con molti lobi, inoltre per la presenza di intagli fogliati (o foglie) tondeggianti, da cui il nome Phylloceras (etimologicamente, corno con le foglie) (esempi nelle immagini riportate). 
I generi paleontologicamente più importanti sono Phylloceras, Calliphylloceras, Holcophylloceras, Ptychophylloceras, Partschiceras, Juraphyllites e Sowerbyceras.

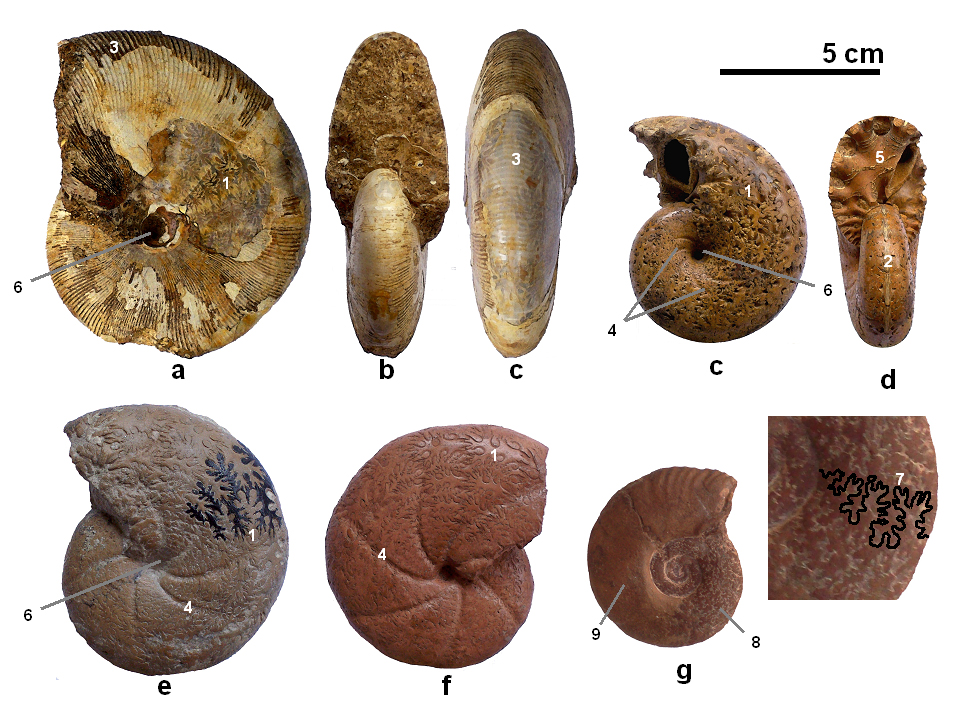
Alcuni esempi di ammoniti appartenenti al sottordine Phylloceratina. a) Phylloceras - veduta laterale; b,c) Phylloceras - veduta ventrale. c) Ptychophylloceras - veduta laterale; d) Ptychophylloceras - veduta ventrale. e,f) Calliphylloceras - veduta laterale; g) Juraphyllites - veduta laterale e particolare della linea di sutura. Principali elementi morfologici visibili: 1-sutura filloide (in questo caso trifilla, con terminazione delle selle a tre foglie); 2-sifone; 3-ornamentazione a coste radiali sinuose; 4-ornamentazione a costrizioni; 5-superficie di un setto; 6-ombelico; 7-sutura filloide a selle difille (con terminazione a foglia doppia); 8-fragmocono (caratterizzato dalle linee di sutura dei setti); 9-camera di abitazione (priva di linee di sutura).